# Chiesa di San Filippo (Ponzano)
La chiesa di San Filippo si trova nei pressi dell'abitato di Ponzano, nel comune di Barberino Val d'Elsa, in provincia di Firenze, diocesi della medesima città.

## Storia
La prima testimonianza della località Ponzano si trova nel documento di donazione di beni a favore della Badia a Marturi nel 998. La prima notizia certa sulla chiesa di San Filippo la troviamo nelle Rationes Decimarum, l'elenco della decime relative agli anni 1276-1277, quando viene iscritta come canonica.
Nel XVI secolo, nonostante fosse divenuta prioria, conobbe un periodo di decadenza tanto che il suo priore rinunciò all'incarico nel 1532 per "mancanza di sostentamento". Già dal 1530 le fu accorpata la vicina chiesa di San Michele a Ponzano.
Nel XIX secolo l'edificio fu ampliato l'edificio addossato al lato settentrionale della chiesa, dove risiedevano i canonici.
Nel 1924 fu eseguito un restauro di ripristino dell'edificio medievale: in quella data fu realizzato anche il campanile.

## Descrizione

### Esterno
La chiesa si presenta nella veste conferitole in seguito ai restauri del 1924.
La facciata ancora presenta gran parte del paramento murario medievale ed è composta da conci di arenaria disposti per corsi orizzontali e paralleli. Al centro è posto il portale di ingresso sormontato da una lunetta con archivolto poggiante su architrave monolitico.
La fiancata settentrionale non è visibile perché vi è stato costruito l'edificio della canonica. La fiancata meridionale presenta alcune parti del paramento murario romanico, diverso da quello della facciata a causa dell'inserimento di conci di alberese che conferiscono una diversa tonalità cromatica, ed è aperta da due monofore caratterizzate da stipiti e archivolto monolitici.
L'abside è parzialmente nascosta da un edificio che vi è stato addossato. Ne emerge circa la metà ed è decorata da un fregio di cinque archetti pensili e da una monofora seminascosta.

### Interno
L'interno è tutto intonacato ad eccezione dell'abside. All'interno vi è un portale in corrispondenza del presbiterio.